# Привольный (Тихорецкий район)
Привольный — хутор в Тихорецком районе Краснодарского края России.
Входит в состав Хопёрского сельского поселения.

## Население
| 2002 | 2010 |
| ---- | ---- |
| 260  | ↘216 |

## Улицы
- ул. Первомайская[4].